# 자불라니 린제
자불라니 린제(치체와어·영어: Jabulani Linje, 1994년 11월 7일 ~ )는 말라위의 축구 선수로 포지션은 공격수이다. J3리그의 YSCC 요코하마에서 뛰었다.

## 국가대표팀 경력
2017년부터 말라위 대표팀 선수로 활동하고 있으며, 그 해 6월 10일 코모로와의 2019년 아프리카 네이션스컵 예선 경기를 통해 첫 A매치를 가졌다.

## 통계
| 말라위 | 말라위 | 말라위 |
| 연도   | 출전   | 골     |
| ------ | ------ | ------ |
| 2017   | 4      | 0      |
| 2018   | 3      | 0      |
| 합계   | 7      | 0      |